# Jean-Pierre de Launoit

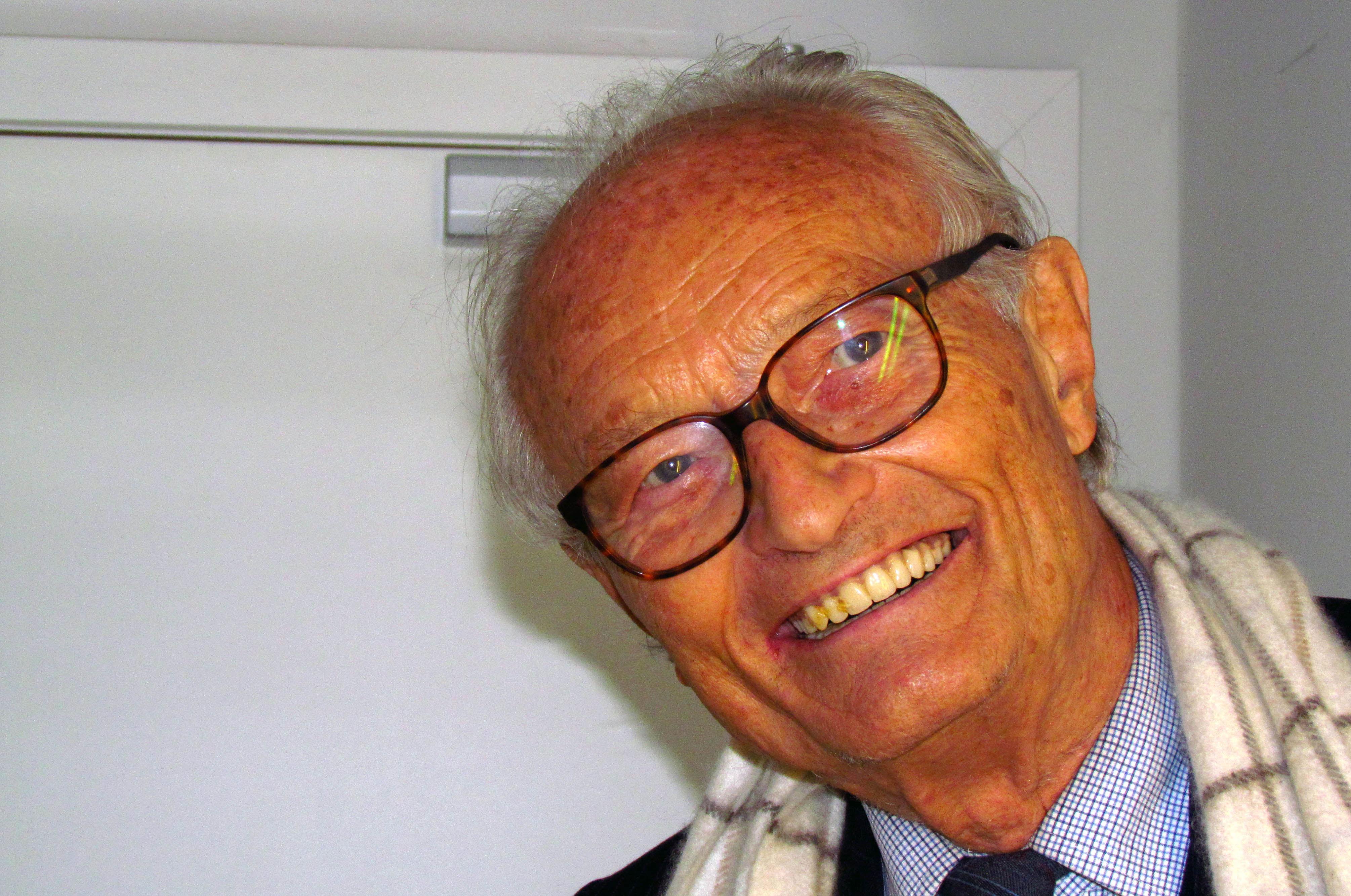
Jean-Pierre de Launoit in 2012

Jean-Pierre Gabriel Henri Arsène Marie Paul graaf de Launoit (Brussel, 5 januari 1935 – Sint-Lambrechts-Woluwe, 12 november 2014) was een Belgisch bankier en bestuurder. Hij was internationaal bekend als voorzitter van de Koningin Elisabethwedstrijd.

## Levensloop

### Familie
Jean-Pierre de Launoit was lid van de industriële familie De Launoit. Hij was de oudste zoon uit het tweede huwelijk van graaf Paul de Launoit (1891-1981). Zijn moeder was Madeleine Lamarche (1902-1965). Zijn vader werd 
- in 1929 in de erfelijke adelstand opgenomen met de titel van baron, overdraagbaar bij mannelijke eerstgeboorte,
- in 1951 verhoogd tot graaf, overdraagbaar bij mannelijke eerstgeboorte,
- in 1953 titel erfbaar gemaakt op alle mannelijke afstammelingen.

Na het adelsbesluit inzake zijn vader was ook hij sinds 1 november 1953 gemachtigd om de titel van graaf te voeren. Daarvoor voerde hij de titel van jonkheer. Hij trouwde in 1959 (gescheiden in 1982) met barones Barbara Freiin von Schmidburg (1937). Uit dit huwelijk werden drie zoons geboren. Zijn zoon Bernard trouwde met Vanessa Lippens, dochter van jhr. Olivier Lippens, CEO van Finasucre.

### Loopbaan
De Launoit was doctor in de rechten en behaalde een licentiaat in economische wetenschappen. Binnen de Groep Brussel Lambert (GBL) klom hij op tot vicevoorzitter van de raad van bestuur en afgevaardigd bestuurder. Hij was ook vicevoorzitter van de Bank Brussel Lambert. In 1992 werd hij voorzitter van de raad van bestuur van verzekeraar Royale Belge, waarin de GBL een participatie had. In 1995 werd hij er tevens gedelegeerd bestuurder. In 1999 volgde Alfred Bouckaert hem op als hoofd van de nieuwe fusiegroep AXA Royale Belge. In 2007 volgde Bouckaert hem ook als voorzitter van AXA België op.
Verder was hij voorzitter van de Compagnie luxembourgeoise pour l'audiovisuel et la finance (Audiofina), de Compagnie luxembourgeoise de Télédiffusion (CLT) en de Compagnie des Wagons-Lits.

### Culturele bestuursfuncties
De voornaamste activiteit door De Launoit, in opvolging van zijn vader, uitgeoefend was die van voorzitter (sinds 1987) van de internationale muziekwedstrijden koningin Elisabeth. Hij was verantwoordelijk voor de interne organisatie, persbeleid en contacten met de erevoorzitster.
Daarnaast was de graaf, hoofdzakelijk in Brussel en Wallonië, actief bij verschillende culturele instellingen en was hij bekend als mecenas. Hij was:
- erelid van de Yehudi Menuhin Foundation,
- voorzitter van het steuncomité van Belgian Kids Fund en Kids' Care,
- algemeen voorzitter van de Alliance française (sinds 2004),
- voorzitter van Télévie, een liefdadigheidsorganisatie van RTL TVI,
- lid van B Plus,
- bestuurder van het Paleis voor Schone Kunsten (later BOZAR),
- bestuurder van de Cercle de Lorraine.

### Overlijden
De Launoit overleed na een ziekbed op woensdagmorgen 12 november 2014. De uitvaartplechtigheid vond plaats op maandag 17 november 2014 in de Kathedraal van Sint-Michiel en Sint-Goedele in aanwezigheid van vele hoogwaardigheidsbekleders uit de politieke, bedrijfs- en culturele wereld. Ook de koninginnen Mathilde en Paola waren bij de plechtigheid aanwezig. In de dienst stond muziek centraal waaraan het orkest Les Agréments et le Choer de Chambre de Namur en de zangers José van Dam, Sophie Karthäuser, Anneke Luyten, Sarah Laulan en Charles Dekeyser meewerkten. De bijzetting in de familiegrafkelder vond in intieme kring plaats.

## Eerbetoon
- Ereburger van Ukkel
- Grootlint in de Leopoldsorde (KB van 16 juli 2012)
- Grootofficier in het Erelegioen
- Commandeur in de Orde van de Eikenkroon

In 2018 besloot de gemeenteraad van Ukkel een straat naar hem te vernoemen in de door projectontwikkelaar Matexi nieuw aangelegde woonwijk.